# هواري عوينات
هواري عوينات (01 أفريل 1947 - 29 جويلية 2017 م) مغنٍ وممثل فكاهي شعبي، يعدّ رمزًا للثقافة الجزائرية.

## نبذة
ولد عوينات في بوهران في الأول من أبريل 1947، واشتهر خاصة في سنوات التسعينات من القرن العشرين، حيث فرض نفسه على الساحة الفنية الوطنية آنذاك بالعديد من الأغاني الخفيفة في الطابع الجزائري التي كان يصاحبها برقصات في نفس الطابع الفني. 
ويعد فنانًا متكاملا إذ مارس العديد من النشاطات الثقافية، كالرسم، الفكاهة، ثم دخل عالم الموسيقى والغناء.
توفي في 29 يوليو 2017 في المستشفى العسكري بوهران، بعد صراع طويل مع المرض.

## أغانيه
لعوينات العديد من الأعمال الفنية التي رافقها برقصات شعبية منها:
- فلان وفلان [7]
- مشمومة الياسمين[8]
- الغزالة عيشة